# Усечённый кубооктаэдр
Усечённый кубооктаэдр, усечённый кубоктаэдр — полуправильный многогранник (архимедово тело) с 12 квадратными гранями, 8 гранями в виде правильного шестиугольника, 6 гранями в виде правильного восьмиугольника, 48 вершинами и 72 рёбрами. Поскольку каждая из граней многогранника имеет центральную симметрию (что эквивалентно повороту на 180°), усечённый кубооктаэдр является зоноэдром.

## Другие названия
Этот многогранник имеет несколько названий:
- Усечённый кубооктаэдр (Иоганн Кеплер)
- Ромбоусечённый кубооктаэдр (Магнус Веннинджер[4][5])
- Большой ромбокубооктаэдр (Роберт Вильямс[англ.] [6])
- Большой ромбокубооктаэдр (Питер Кромвель [7])
- Общеусечённый куб (omnitruncated cube) или скос-усечённый куб (cantitruncated cube) (Норман Джонсон[англ.])

Название усечённый кубооктаэдр, данное первоначально Иоганном Кеплером, несколько вводит в заблуждение. Усечение кубооктаэдра путём отсечения углов (вершин) не позволяет получить эту однородную фигуру — некоторые грани будут прямоугольниками. Однако полученная фигура топологически эквивалентна усечённому кубооктаэдру и всегда может быть деформирована до состояния, когда грани станут правильными.
Альтернативное название — большой ромбокубооктадр — ссылается на тот факт, что 12 квадратных граней лежат в тех же плоскостях, что и 12 граней ромбододекаэдра, который двойственен кубооктаэдру. Ср. малый ромбокубооктаэдр.
Также существует невыпуклый однородный многогранник с тем же именем — невыпуклый большой ромбокубооктаэдр.

## Декартовы координаты
Декартовы координаты вершин усечённого кубооктаэдра, имеющего ребро длины 2 и имеющего центр в начале координат, являются перестановками чисел:
(±1, ±(1+√2), ±(1+2√2))

## Площадь и объём
Площадь A и объём V усечённого кубооктаэдра с ребром длины a равны:
{\displaystyle A=12\left(2+{\sqrt {2}}+{\sqrt {3}}\right)a^{2}\approx 61.7551724a^{2}}
{\displaystyle V=\left(22+14{\sqrt {2}}\right)a^{3}\approx 41.7989899a^{3}.}

## Рассечение
Усечённый кубооктаэдр можно препарировать (вырезать части), превратив его в центральный ромбокубооктаэдр с 6 квадратными куполами над первичными квадратными гранями, 8 треугольными куполами над треугольными гранями и 12 кубами над вторичными квадратными гранями.
Препарированный усечённый кубооктаэдр может дать тороиды Стюарта рода 5, 7 или 11, если удалить центральный ромбокубооктаэдр и либо квадратные купола, либо треугольные купола, или 12 кубов соответственно. Можно построить много других тороидов с меньшей степенью симметрии путём удаления подмножества этих компонент препарации. Например, удаление половины треугольных куполов создаёт тороид рода 3, который (при правильном выборе удаляемых куполов) имеет тетраэдральную симметрию.
| Род 3 | Род 5 | Род 7 | Род 11 |
| ----- | ----- | ----- | ------ |
|       |       |       |        |

## Однородные раскраски
Существует только одна однородная раскраска граней этого многогранника, по одному цвету на каждый тип грани.
Существует 2-однородная раскраска тетраэдральной симметрией с раскраской шестиугольников в два цвета.

## Ортогональные проекции
Усечённый кубооктаэдр имеет две специальные ортогональные проекции в A2 и B2 плоскости Коксетера с [6] и [8] проективными симметриями, и множество [2] симметрий можно построить, исходя из различных плоскостей проекции.
| Центрированы относительно | Вершины            | Ребра 4-6                | Ребра 4-8        | Ребра 6-8           | Нормали к грани 4-6  |
| ------------------------- | ------------------ | ------------------------ | ---------------- | ------------------- | -------------------- |
| Изображение               |                    |                          |                  |                     |                      |
| Проективная симметрия     | [2]+               | [2]                      | [2]              | [2]                 | [2]                  |
| Центрированы относительно | Нормали к квадрату | Нормали к восьмиграннику | Квадратной грани | Шестиугольной грани | Восьмиугольной грани |
| Изображение               |                    |                          |                  |                     |                      |
| Проективная симметрия     | [2]                | [2]                      | [2]              | [6]                 | [8]                  |

## Сферические мозаики
Усечённый кубооктаэдр можно представить как сферическую мозаику и спроектировать на плоскость с помощью стереографической проекции. Эта проекция конформна, она сохраняет углы, но не сохраняет длины и площади. Прямые линии на сфере проецируются в круговые дуги на плоскости.
|                        | квадрат-центрированная     | шестиугольник-центрированная | восьмиугольник-центрированная |
| Ортогональная проекция | Стереографические проекции | Стереографические проекции   | Стереографические проекции    |

## Связанные многогранники
Усечённый кубооктаэдр входит в семейство однородных многогранников, связанных с кубом и правильным октаэдром.
|                              |                                |                              |                                |                              |                                |                                  |                                  |                                |
| node_1 · 4 · node · 3 · node | node_1 · 4 · node_1 · 3 · node | node · 4 · node_1 · 3 · node | node · 4 · node_1 · 3 · node_1 | node · 4 · node · 3 · node_1 | node_1 · 4 · node · 3 · node_1 | node_1 · 4 · node_1 · 3 · node_1 | node_h · 4 · node_h · 3 · node_h | node_h · 3 · node_h · 4 · node |
| {4,3}                        | t{4,3}                         | r{4,3}                       | t{3,4}                         | {3,4}                        | rr{4,3}                        | tr{4,3}                          | sr{4,3}                          | s{3,4}                         |
| Двойственные многогранники   |                                |                              |                                |                              |                                |                                  |                                  |                                |
|                              |                                |                              |                                |                              |                                |                                  |                                  |                                |
| V43                          | V3.82                          | V(3.4)2                      | V4.62                          | V34                          | V3.43                          | V4.6.8                           | V34.4                            | V35                            |

Этот многогранник можно считать членом последовательности однородных вершинных фигур со схемой (4.6.2p) и диаграммой Коксетера — Дынкина . Для p < 6 члены последовательности являются общеусечёнными многогранниками (зоноэдрами), показанными ниже как сферические мозаики. Для p > 6 они являются мозаиками на гиперболической плоскости, начиная с усечённой трисемиугольной мозаики.
| Симметрия *n32 n,3 | Сферическая | Сферическая | Сферическая | Сферическая | Евклидова  | Компактная гиперболическая | Компактная гиперболическая | Паракомп.  | Некомпактная гиперболическая | Некомпактная гиперболическая | Некомпактная гиперболическая | Некомпактная гиперболическая |
| Симметрия *n32 n,3 | *232 [2,3]  | *332 [3,3]  | *432 [4,3]  | *532 [5,3]  | *632 [6,3] | *732 [7,3]                 | *832 [8,3]                 | *∞32 [∞,3] | [12i,3]                      | [9i,3]                       | [6i,3]                       | [3i,3]                       |
| ------------------ | ----------- | ----------- | ----------- | ----------- | ---------- | -------------------------- | -------------------------- | ---------- | ---------------------------- | ---------------------------- | ---------------------------- | ---------------------------- |
| Фигуры             |             |             |             |             |            |                            |                            |            |                              |                              |                              |                              |
| Конфигурация       | 4.6.4       | 4.6.6       | 4.6.8       | 4.6.10      | 4.6.12     | 4.6.14                     | 4.6.16                     | 4.6.∞      | 4.6.24i                      | 4.6.18i                      | 4.6.12i                      | 4.6.6i                       |
| Двойственная       |             |             |             |             |            |                            |                            |            |                              |                              |                              |                              |
| Конфигурация грани | V4.6.4      | V4.6.6      | V4.6.8      | V4.6.10     | V4.6.12    | V4.6.14                    | V4.6.16                    | V4.6.∞     | V4.6.24i                     | V4.6.18i                     | V4.6.12i                     | V4.6.6i                      |

| Симметрия *n42 [n,4]       | Сферическая | Сферическая | Евклидова  | Компактная гиперболическая | Компактная гиперболическая | Компактная гиперболическая | Компактная гиперболическая | Паракомп.  |
| Симметрия *n42 [n,4]       | *242 [2,4]  | *342 [3,4]  | *442 [4,4] | *542 [5,4]                 | *642 [6,4]                 | *742 [7,4]                 | *842 [8,4]…                | *∞42 [∞,4] |
| -------------------------- | ----------- | ----------- | ---------- | -------------------------- | -------------------------- | -------------------------- | -------------------------- | ---------- |
| Общеусечённая фигура       | 4.8.4       | 4.8.6       | 4.8.8      | 4.8.10                     | 4.8.12                     | 4.8.14                     | 4.8.16                     | 4.8.∞      |
| Общеусечённые двойственные | V4.8.4      | V4.8.6      | V4.8.8     | V4.8.10                    | V4.8.12                    | V4.8.14                    | V4.8.16                    | V4.8.∞     |

## Граф усечённого кубооктаэдра
В теории графов граф усечённого кубооктаэдра (или граф большого ромбокубооктаэдра) — это граф вершин и рёбер усечённого кубооктаэдра. Он имеет 48 вершин и 72 ребра, нульсимметричен и является кубическим архимедовым графом .